# Лямбда-числення
Ля́мбда-чи́слення, або λ-чи́слення — формальна система, що використовується в теоретичній кібернетиці для дослідження визначення функції, застосування функції, та рекурсії. Це числення було запропоноване Алонсо Черчем та Стівеном Кліні в 1930-ті роки, як частина більшої спроби розробити базис математики на основі функцій, а не множин (задля уникнення таких перешкод, як Парадокс Рассела). Однак Парадокс Кліні-Россера демонструє, що лямбда-числення не здатне уникнути теоретико-множинних парадоксів. Незважаючи на це, лямбда-числення виявилось зручним інструментом в дослідженні обчислюваності функцій, та лягло в основу парадигми функціонального програмування.
Лямбда-числення можна розглядати як ідеалізовану, мінімалістичну мову програмування, у цьому сенсі лямбда-числення подібне до машини Тюрінга, іншої мінімалістичної абстракції, здатної визначати будь-який алгоритм. Відмінність між ними полягає в тому, що лямбда-числення відповідає функціональній парадигмі визначення алгоритмів, а машина Тюрінга, натомість — імперативній. Тобто, машина Тюрінга має певний «стан» — перелік символів, що можуть змінюватись із кожною наступною інструкцією. На відміну від цього, лямбда-числення уникає станів, воно має справу з функціями, котрі отримують значення параметрів та повертають результати обчислень (можливо, інші функції), але не спричиняють до зміни вхідних даних (сталість).
Ядро λ-числення ґрунтується трохи більше ніж на визначені змінних, області видимості змінних та впорядкованому заміщенні змінних виразами. λ-числення є замкненою мовою, тобто семантика мови може бути визначена на основі еквівалентності виразів (або термів) самої мови.

## Визначення лямбда-виразів
Множину λ-виразів можна визначити індуктивно таким чином:
- будь-яка змінна — це λ-вираз;

- {\displaystyle \lambda }-абстракція {\displaystyle \lambda x.M} — це λ-вираз, якщо x — це змінна, а {\displaystyle M} — λ-вираз;

- аплікація {\displaystyle MN} — це λ-вираз, якщо {\displaystyle M} та {\displaystyle N} — λ-вирази.

Інтуїтивно, абстракції відповідають функціям, а аплікації їх застосуванню. Особливістю лямбда-числення є те, що аргументи «функцій», визначених таким чином, — це теж функції. Наприклад, {\displaystyle \lambda x.x} — це λ-вираз, що відповідає функції ідентичності, а {\displaystyle \lambda x.xM} — це аплікація цієї функції до {\displaystyle M}, у випадку коли {\displaystyle M} — це теж λ-вираз.
На цій множині ми визначаємо відношення {\displaystyle \rightarrow _{\beta }}, що називається бета-редукція:
{\displaystyle (\lambda xM)N\rightarrow _{\beta }M[x:=N]},
де {\displaystyle M[x:=N]} означає, що вираз {\displaystyle N} підставляється всюди замість змінної x у виразі {\displaystyle M}.
Тоді, у попередньому прикладі матимемо: {\displaystyle (\lambda x.x)M\rightarrow _{\beta }x[x:=M]=M}. Як і очікувано, застосування функції ідентичності до певного виразу повертає цей вираз.
Ремарка: Як і у випадку логіки першого порядку, важливо слідкувати за вільними змінними, коли йдеться про абстракцію та підстановки.
λ-вирази не такі складні, якими здаються на перший погляд. Просто треба звикнути до префіксної форми запису. Більше немає ні інфіксних ({\displaystyle +,\,-}), ні постфіксних ({\displaystyle x^{2}}) операцій. Крім того, аргументи функцій просто записуються в список після функції, розділені пропуском. Тому всюди, де математики пишуть {\displaystyle \sin(x)}, в лямбда-численні пишуть {\displaystyle \sin x}. Так само замість {\displaystyle x\ +\ y} пишуть {\displaystyle +\ x\ y}, а замість {\displaystyle x^{2}} — {\displaystyle *\ x\ x}.
Хоча дужки таки не пропадають. Вони використовуються для групування. Наприклад, математичний вираз {\displaystyle \sin(x)+4} в лямбда-численні записується як {\displaystyle +\ (\sin x)\ 4}.
Якщо вираз містить змінну, то він може описувати функцію, як залежність свого значення від значення змінної, наприклад {\displaystyle f(x)=3x}. Лямбда-числення має спеціальний синтаксис, який не зобов'язує задавати ім'я функції (як для {\displaystyle f}). Для запису функції переводимо вираз в правій частині в префіксну форму ({\displaystyle *\ 3\ x}), і дописуємо спереду «{\displaystyle \lambda x.}». Отримуємо {\displaystyle \lambda x.\ *\ 3\ x}. Грецька літера {\displaystyle \lambda } має роль, подібну до тої що має слово «function» в деяких мовах програмування. Вона вказує читачу що змінна після неї — не частина виразу, а формальний параметр функції, що задається. Крапка після параметра позначає початок тіла функції.
| Мова            | Приклад |
| --------------- | --- |
| Лямбда-числення | {\displaystyle \lambda x.*\ 3\ x}                                                                                    |
| Pascal          | function f(x: integer): integer begin f:= 3*x end; (не зовсім лямбда-вираз, оскільки є назва функції, але суть та ж) |
| Lisp            | (lambda (x) (* 3 x))                                                                                                 |
| Python          | lambda x: x*3 |
| C++11           | [](int x) { return x * 3 }                                                                                           |
| Swift           | { return $0 * 3 } |

Щоб застосувати створену функцію до якихось аргументів, її просто підставляють в вираз, наприклад так: {\displaystyle (\lambda x.*\ 3\ x)4}. Дужки навколо функції потрібні, щоб чітко знати де вона закінчується. Якби ми написали {\displaystyle \lambda x.*\ 3\ x4}, то це могло б сприйматись як функція, що повертає {\displaystyle 3*x*4==12x}, якщо * — тернарний оператор, або як синтаксична помилка, якщо * — завжди бінарне.
Для зручності ми можемо позначити нашу функцію якоюсь буквою:
{\displaystyle F\equiv \lambda x.*\ 3\ x}
і потім просто писати {\displaystyle F4}.
Залишилось розглянути ще один цікавий випадок:
{\displaystyle N\equiv \lambda y.(\lambda x.*\ y\ x)}
якщо передати {\displaystyle N\ 3}, то вона поверне нашу стару функцію {\displaystyle \lambda x.*\ 3\ x}. Тобто {\displaystyle N3} працює як {\displaystyle F}, якій ми можемо передати наприклад 4, записавши це як {\displaystyle N\ 3\ 4}. Або, ми можемо розглядати її як функцію від двох аргументів.
Можна записати це в скороченій формі, без дужок:
{\displaystyle \lambda y.\lambda x.*\ x\ y}
Чи ще коротше:
{\displaystyle \lambda y\ x.*\ x\ y}
Наступний розділ цієї статті пояснює те ж саме, але трохи в іншому стилі.

## Нотація λ-числення
Функція n змінних {\displaystyle v_{1},\dots ,v_{n}} в λ-численні позначається так:
{\displaystyle f=\lambda v_{1}\ldots v_{n}.e_{0}}.
Символ {\displaystyle f} в лівій частині цього рівняння задає назву функції, (або ідентифікатор), за яким можна посилатись на цю функцію в інших виразах. Вираз у правій частині рівняння визначає абстракцію змінних {\displaystyle v_{1},\ldots ,v_{n}} від виразу {\displaystyle e_{0}}, котрий називається тілом абстракції. Конструкція {\displaystyle \lambda v_{1},\ldots ,v_{n}} є абстрактором появи вільних змінних {\displaystyle v_{1},\dots ,v_{n}} в тілі функції {\displaystyle e_{0}}.
Застосування функції (або абстракції) з назвою {\displaystyle f} до виразу з {\displaystyle r} аргументами {\displaystyle e_{1},\ldots ,e_{r}} позначається:
{\displaystyle (fe_{1}\ldots e_{r})=(\lambda v_{1}\ldots v_{n}.e_{0}\;e_{1}\ldots e_{r})},
Де {\displaystyle r} не обов'язково має дорівнювати {\displaystyle n}.
Особливим випадком є застосування абстракції до абстрагованих змінних, що повертає тіло абстракції:
{\displaystyle (\lambda v_{1}\ldots v_{n}.e_{0}\;v_{1}\ldots v_{n})=e_{0}}.
Задля спрощення в λ-численні розглядаються функції від однієї змінної. Як було показано у винаході Шейнфінкеля та Каррі, n-арні абстракції можна представляти у вигляді n-кратного вкладення унарних абстракцій, тобто:
{\displaystyle f=\lambda v_{1}\ldots v_{n}.e_{0}\equiv \lambda v_{1}.\lambda v_{2}\ldots \lambda v_{n}.e_{0}}.
Використовуючи цю нотацію, застосування n-арної абстракції до r аргументів, наведене вище, матиме такий вигляд:
{\displaystyle (f\;e_{1}\ldots e_{r})=(\dots ((f\;e_{1})\;e_{2})\;e_{r})}.
Такий підхід скорочує побудову виразів λ-числення до наступних синтаксичних правил:
{\displaystyle e=_{s}v|c|(e_{0}\;e_{1})|\lambda v.e_{0}}.
Тобто, λ-вираз це: або змінна, що позначається v, константа c, застосування λ-виразу {\displaystyle e_{0}} до λ-виразу {\displaystyle e_{1}}, або абстракція змінної v від λ-виразу {\displaystyle e_{0}} відповідно.
λ-числення називається чистим, якщо множина констант порожня. В іншому випадку числення називається аплікативним.